# 惠特利鎮區 (伊利諾伊州莫爾特里縣)
惠特利鎮區（英語：Whitley Township）是位於美國伊利諾伊州莫爾特里縣的一個行政鎮區。

## 地方資料
根據2010年美國人口普查的數據，惠特利鎮區的面積為95.10平方千米，當中陸地面積為95.10平方千米，而水域面積為0.00平方千米。當地共有人口656人，而人口密度為每平方千米6.9人。